# Liste von Burgen und Schlössern in Schottland
In der englischen Sprache, und damit auch in Schottland, bezeichnet ein sogenanntes castle ein befestigtes Gebäude, das für Verteidigungszwecke oder auch für Wohnzwecke errichtet wurde. Die in der deutschen Sprache übliche Unterscheidung zwischen Burg und Schloss erfolgt in der Regel nicht. Abgegrenzt sind dagegen Festungsanlagen (fortress) oder Paläste (palace), wobei die Übergänge zwischen den einzelnen Definitionen oft fließend sind.
Die hier aufgeführten Anlagen umfassen hauptsächlich die klassischen Burgen und Schlösser, die in Schottland seit etwa 1100 n. Chr. errichtet wurden. Natürlich gab es auch wesentlich ältere Befestigungsanlagen, z. B. römische Forts oder die sog. Brochs und Duns, die hier jedoch nicht mit aufgeführt sind. Die Scottish Castles Association schätzt die Gesamtzahl der befestigten Gebäude in Schottland auf etwa 1400, wobei diese Zahl auch solche Burgen umfasst, von denen nur noch spärliche Überreste vorhanden sind.
Die ersten castles entstanden im 11. und 12. Jahrhundert nach dem Vorbild normannischer Befestigungsanlagen (Motte). Diese wurden um 1200 durch die ersten aus Steinen erbauten Burgen ersetzt. Die mit Schutzmauern und Burggräben befestigten Anlagen wurden ab 1400 durch den neuen Typ der Tower Houses abgelöst. Diese Turmhäuser waren zwar weniger geeignet zur Verteidigung, boten jedoch einen erheblich besseren Wohnkomfort. Dieser Gebäudetyp war vor allem beim Landadel bis ins späte 17. Jahrhundert sehr beliebt. Danach besann man sich auf alte Bauweisen der Burgen und vermischte diese mit dem Baustil der moderneren Turmhäuser; so entstanden moderne Burgen und Schlösser ohne militärischen Wert.
Die Gliederung der Liste orientiert sich an den schottischen Council Areas.

## Aberdeenshire
| Name               | Lage                      | Jahr                           | Erbauer                              | Bemerkungen                                                                                   | Bild                                   |
| ------------------ | ------------------------- | ------------------------------ | ------------------------------------ | --------------------------------------------------------------------------------------------- | -------------------------------------- |
| Aberdeen Castle    | Aberdeen (Standort)       | 13. Jahrhundert                | N/A                                  | Keine Überreste erhalten                                                                      |                                        |
| Abergeldie Castle  | bei Crathie (Standort)    | 1550                           | Sir Alexander Gordon of Midmar       |                                                                                               | Abergeldie Castle                      |
| Balmoral Castle    | bei Braemar (Standort)    | 14. Jahrhundert                | Sir William Drummond                 | Privateigentum der britischen Königsfamilie, heutiger Bau stammt aus den Jahren 1853 bis 1855 | Balmoral Castle                        |
| Balquhain Castle   | bei Inverurie (Standort)  | 14. Jahrhundert, aber vor 1340 | Clan Leslie                          | Burgruine                                                                                     | Balquhain Castle                       |
| Braemar Castle     | Braemar (Standort)        | 1628                           | John Erskine, 18. Earl of Mar        |                                                                                               | Braemar Castle                         |
| Cluny Castle       | bei Sauchen (Standort)    | 1604                           | Sir Thomas Gordon                    |                                                                                               | Cluny Castle                           |
| Corgarff Castle    | bei Corgarff (Standort)   | 1550                           | John Forbes of Towie                 |                                                                                               | Corgarff Castle                        |
| Craigievar Castle  | bei Alford (Standort)     | 1457                           |                                      |                                                                                               | Craigievar Castle                      |
| Crathes Castle     | bei Banchory (Standort)   | 1553                           |                                      |                                                                                               | Crathes Castle                         |
| Drum Castle        | bei Drumoak (Standort)    | 13. Jahrhundert                | Richard Cementarius / Clan Irvine    |                                                                                               | Drum Castle                            |
| Dunnideer Castle   | bei Insch (Standort)      | vor 1260                       | Herren von Balliol                   | Burgruine                                                                                     | Dunnideer Castle                       |
| Dunnottar Castle   | bei Stonehaven (Standort) | 14. Jahrhundert                |                                      | Burgruine                                                                                     | Dunnottar Castle (2004)                |
| Durris Castle      | bei Aberdeen (Standort)   | 13. Jahrhundert                | N/A                                  | Nur Burgberg erhalten, sowie Überreste des Fundaments im Erdreich                             |                                        |
| Ecclesgreig Castle | bei St Cyrus (Standort)   | 1844                           | William Forsyth Grant                |                                                                                               | Ecclesgreig Castle                     |
| Fetteresso Castle  | bei Stonehaven (Standort) | 14. Jahrhundert                | Clan Keith                           |                                                                                               | Fetteresso Castle                      |
| Findlater Castle   | am Moray Firth (Standort) | 13. Jahrhundert                | Alexander III.                       | Burgruine                                                                                     | Die Überreste von Findlater Castle     |
| Castle Forbes      | bei Alford (Standort)     | 19. Jahrhundert                | James Forbes                         |                                                                                               | Castle Fraser                          |
| Castle Fraser      | bei Kemnay (Standort)     | 1575                           | Michael Fraser                       |                                                                                               | Castle Fraser                          |
| Fyvie Castle       | in Fyvie (Standort)       | 1211                           | Wilhelm I. von Schottland            |                                                                                               | Die Front von Fyvie Castle bei Turriff |
| Glenbuchat Castle  | bei Kildrummy (Standort)  | 1590                           | John Gordon of Cairnbarrow           | Ruine, schlechter Zustand.                                                                    |                                        |
| Huntly Castle      | in Huntly (Standort)      | 12. Jahrhundert                | Clan Gordon                          | Burgruine                                                                                     | Huntly Castle                          |
| Kildrummy Castle   | bei Kildrummy (Standort)  | 1250                           | Uilleam                              | Burgruine                                                                                     | Kildrummy Castle                       |
| Kindrochit Castle  | Ballater (Standort)       | 11. Jahrhundert                | Malcom III.                          | Burgruine                                                                                     | Kindrochit Castle                      |
| Knock Castle       | bei Ballater (Standort)   | 17. Jahrhundert                | Clan Gordon                          | Burgruine                                                                                     | Knock Castle                           |
| Knockhall Castle   | bei Newburgh (Standort)   | 1565                           | Lord Sinclair of Newburgh            | Burgruine                                                                                     | Knockhall Castle                       |
| New Slains Castle  | bei Cruden Bay (Standort) | 1597                           | Francis Hay, 9th Earl of Erroll      | Schlossruine                                                                                  | New Slains Castle bei Cruden Bay       |
| Old Slains Castle  | bei Collieston (Standort) | 13. Jahrhundert                | Earl of Buchan                       | Burgruine                                                                                     | Old Slains Castle bei Collieston       |
| Tolquhon Castle    | bei Pitmedden (Standort)  | 1584 bis 1589                  | William Forbes, 7. Laird of Tolquhon | Burgruine                                                                                     | Tolquhon Castle                        |

## Angus
| Name            | Lage                      | Jahr             | Erbauer                                         | Bemerkungen                                       | Bild          |
| --------------- | ------------------------- | ---------------- | ----------------------------------------------- | ------------------------------------------------- | ------------- |
| Brechin Castle  | bei Brechin (Standort)    | 13. Jahrhundert  |                                                 | Wohnsitz des Earl of Dalhousie                    |               |
| Cortachy Castle | bei Kirriemuir (Standort) | vor 1473         |                                                 | Sitz des Earl of Airlie                           |               |
| Edzell Castle   | bei Edzell (Standort)     | um 1520          | David Lindsay, Lord Edzell, 9. Earl of Crawford | Ruine, gepflegter Park                            |               |
| Ethie Castle    | bei Arbroath Standort     | 14. Jahrhundert  |                                                 | Sitz des Clan Forsyth                             |               |
| Glamis Castle   | in Glamis Standort        | 11. Jahrhundert? |                                                 | Wohnsitz des Earls und der Countess of Strathmore | Glamis Castle |

## Argyll and Bute
| Name                  | Lage                            | Jahr                    | Erbauer                            | Bemerkungen             | Bild                   |
| --------------------- | ------------------------------- | ----------------------- | ---------------------------------- | ----------------------- | ---------------------- |
| Ardchonnel Castle     | bei Inveraray (Standort)        | frühes 13. Jahrhundert  | Clan Campbell                      | Burgruine               | Ardchonnel Castle      |
| Barcaldine Castle     | bei Benderloch (Standort)       | 17. Jahrhundert         | Sir Duncan Campbell                | heute als Hotel genutzt | Barcaldine Castle      |
| Carnasserie Castle    | bei Kilmartin (Standort)        | um 1560                 | Bischof John Carswell              | Burgruine               | Carnasserie Castle     |
| Carrick Castle        | Carrick (Standort)              | 15. Jahrhundert         | Clan Campbell of Lochawe           |                         | Carrick Castle         |
| Duart Castle          | Isle of Mull (Standort)         | 13. Jahrhundert         |                                    |                         | Duart Castle           |
| Dunderave Castle      | bei Inveraray (Standort)        | 16. Jahrhundert         | Clan Macnaghten                    |                         | Dunderave Castle       |
| Dunollie Castle       | bei Oban (Standort)             | frühes 15. Jahrhundert  | Clan MacDougall                    | Burgruine               | Dunollie Castle        |
| Dunstaffnage Castle   | bei Oban (Standort)             | 13. Jahrhundert         | MacDougall Lords of Lorn           |                         | Dunstaffnage Castle    |
| Dunyvaig Castle       | Lagavulin (Standort)            | 13. bis 16. Jahrhundert | Clan MacDonald                     | Burgruine               | Dunyvaig Castle        |
| Gylen Castle          | Kerrera (Standort)              | 16. Jahrhundert         | Clan MacDougall                    | Burgruine               | Gylen Castle           |
| Inveraray Castle      | Inveraray (Standort)            | 1457                    | Colin Campell                      |                         | Inverary Castle (1880) |
| Kilchurn Castle       | am Loch Awe (Standort)          | um 1420                 | Colin Campbell of Glenorchy        | Burgruine               | Kilchurn Castle        |
| Kilmahew Castle       | bei Cardross (Standort)         | nach 1290               | Clan Napier                        | Burgruine               | Kilmahew Castle        |
| Moy Castle            | Isle of Mull (Standort)         | frühes 15. Jahrhundert  | Clan MacLean                       | Burgruine               | Moy Castle             |
| Old Breachacha Castle | auf Coll (Standort)             | um 1430                 | John Maclean                       |                         | Old Breachacha Castle  |
| Old Lachlan Castle    | Halbinsel Cowal (Standort)      | um 1450                 | Clan MacLachlan                    | Burgruine               | Old Lachlan Castle     |
| Rothesay Castle       | Bute (Standort)                 | 12. Jahrhundert         |                                    | Burgruine               | Rothesay Castle        |
| Saddell Castle        | Ostküste von Kintyre (Standort) | 1508                    | David Hamilton, Bischof von Argyll |                         | Saddell Castle         |
| Skipness Castle       | bei Skipness (Standort)         | frühes 13. Jahrhundert  | Clanlord MacSween (?)              | Burgruine               | Skipness Castle        |
| Castle Stalker        | bei Port Appin (Standort)       | 1440                    | Haus Stuart                        |                         | Castle Stalker         |
| Castle Sween          | bei Kilmory (Standort)          | frühes 12. Jahrhundert  |                                    | Burgruine               | Castle Sween           |
| Torosay Castle        | an der Duart Bay (Standort)     | 1856 bis 1858           | John Campbell of Possil            |                         | Torosay Castle         |

## Äußere Hebriden
| Name           | Lage                           | Jahr                   | Erbauer               | Bemerkungen           | Bild           |
| -------------- | ------------------------------ | ---------------------- | --------------------- | --------------------- | -------------- |
| Kisimul Castle | Bucht von Castlebay (Standort) | frühes 15. Jahrhundert | Clan MacNeil of Barra | Erste Anlage vor 1200 | Kisimul Castle |

## Clackmannanshire
| Name              | Lage                       | Jahr                   | Erbauer            | Bemerkungen | Bild              |
| ----------------- | -------------------------- | ---------------------- | ------------------ | ----------- | ----------------- |
| Alloa Tower       | in Alloa (Standort)        | frühes 14. Jahrhundert |                    |             | Alloa Tower       |
| Castle Campbell   | bei Dollar (Standort)      | 15. Jahrhundert        |                    |             | Castle Campbell   |
| Clackmannan Tower | bei Clackmannan (Standort) | 14. Jahrhundert        | Krone / Clan Bruce |             | Clackmannan Tower |
| Sauchie Tower     | bei Sauchie (Standort)     | vor 1440               | Sir James Schaw    |             | Sauchie Tower     |

## Dumfries and Galloway
| Name                | Lage                              | Jahr            | Erbauer                               | Bemerkungen                                          | Bild                                                        |
| ------------------- | --------------------------------- | --------------- | ------------------------------------- | ---------------------------------------------------- | ----------------------------------------------------------- |
| Caerlaverock Castle | bei Dumfries (Standort)           | 1260            | Sir John Maxwell                      | diente u. a. bei Wer ist die Braut? als Filmkulisse  | Die Wasserburg Caerlaverock Castle – Gesamtansicht, frontal |
| Cardoness Castle    | bei Gatehouse of Fleet (Standort) | 15. Jahrhundert |                                       |                                                      | Cardoness Castle                                            |
| MacLellan’s Castle  | in Kirkcudbright (Standort)       | 1582            |                                       |                                                      | MacLellan’s Castle                                          |
| Sanquhar Castle     | bei Sanquhar (Standort)           | 13. Jahrhundert | Clan Crichton                         | Burgruine                                            | Sanquhar Castle                                             |
| Threave Castle      | bei Castle Douglas (Standort)     | 1370            | Archibald Douglas, 3. Earl of Douglas | Ruine auf einer Insel, nur mit dem Boot zu erreichen | Threave Castle                                              |

## East Ayrshire
| Name           | Lage                      | Jahr    | Erbauer                                      | Bemerkungen                    | Bild           |
| -------------- | ------------------------- | ------- | -------------------------------------------- | ------------------------------ | -------------- |
| Dean Castle    | bei Kilmarnock (Standort) | um 1350 | Thomas Boyd                                  |                                | Dean Castle    |
| Loudoun Castle | bei Galston (Standort)    | ab 1804 | Flora Mure-Campbell, Marchioness of Hastings | Schlossruine, nicht zugänglich | Loudoun Castle |

## East Lothian
| Name             | Lage                         | Jahr                     | Erbauer                                | Bemerkungen | Bild             |
| ---------------- | ---------------------------- | ------------------------ | -------------------------------------- | ----------- | ---------------- |
| Fa’side Castle   | bei Musselburgh (Standort)   | 1189 und 15. Jahrhundert | Saer de Quincy, 1st Earl of Winchester |             | Fa’side Castle   |
| Tantallon Castle | bei North Berwick (Standort) | 1358                     | William Douglas, 1. Earl of Douglas    | Burgruine   | Tantallon Castle |
| Dirleton Castle  | bei North Berwick (Standort) | ab 13. Jahrhundert       | John (II) de Vaux                      | Burgruine   |                  |

## East Renfrewshire
| Name           | Lage                     | Jahr | Erbauer         | Bemerkungen | Bild           |
| -------------- | ------------------------ | ---- | --------------- | ----------- | -------------- |
| Mearns Castle  | Newton Mearns (Standort) | 1449 | Clan Maxwell    | Burgruine   | Mearns Castle  |
| Polnoon Castle | bei Eaglesham (Standort) | 1388 | John Montgomery | Burgruine   | Polnoon Castle |

## Edinburgh
| Name              | Lage                    | Jahr            | Erbauer                             | Bemerkungen                                                                | Bild                                |
| ----------------- | ----------------------- | --------------- | ----------------------------------- | -------------------------------------------------------------------------- | ----------------------------------- |
| Duddingston House | in Edinburgh (Standort) | 1760er Jahre    | James Hamilton, 8. Earl of Abercorn | Erstes Herrenhaus Schottlands, das im palladianischen Stil errichtet wurde | Eingangsfront von Duddingston House |
| Edinburgh Castle  | in Edinburgh (Standort) | 12. Jahrhundert |                                     |                                                                            | Edinburgh Castle, Frontalansicht    |
| Holyrood Palace   | in Edinburgh (Standort) | 17. Jahrhundert |                                     | Offizielle Residenz der britischen Königin in Schottland                   | Holyrood Palace                     |

## Falkirk
| Name              | Lage                      | Jahr                 | Erbauer                          | Bemerkungen  | Bild              |
| ----------------- | ------------------------- | -------------------- | -------------------------------- | ------------ | ----------------- |
| Blackness Castle  | bei Blackness (Standort)  | um 1440              | Clan Crichton                    |              | Blackness Castle  |
| Castlecary Castle | bei Castlecary (Standort) | um 1485              | Henry Livingston of Middilbyning |              | Castlecary Castle |
| Linlithgow Palace | in Linlithgow (Standort)  | ab 1425 (neu Erbaut) | James I                          | Schlossruine |                   |
| Torwood Castle    | bei Torwood (Standort)    | 1566                 | Clan Forrester                   | Burgruine    | Torwood Castle    |

## Fife
| Name            | Lage                   | Jahr            | Erbauer      | Bemerkungen | Bild             |
| --------------- | ---------------------- | --------------- | ------------ | ----------- | ---------------- |
| Aberdour Castle | in Aberdour (Standort) | um 1200         |              |             | Aberdour Castle  |
| Crawford Priory | bei Cupar (Standort)   | 1758            |              |             | Crawford Priory  |
| Falkland Palace | in Falkland (Standort) | 12. Jahrhundert | Clan MacDuff |             | Falkland Palace. |
| Fernie Castle   | in Letham (Standort)   | 16. Jahrhundert |              |             | Fernie Castle    |

## Highland
| Name                         | Lage                                          | Jahr                                | Erbauer                                                                                                 | Bemerkungen                                                              | Bild                                |
| ---------------------------- | --------------------------------------------- | ----------------------------------- | --- | ------------------------------------------------------------------------ | ----------------------------------- |
| Ardvreck Castle              | bei Loch Assynt (Standort)                    | um 1490                             | MacLeod of Assynt                                                                                       | Sitz eines Zweigs der MacLeods                                           | Die Ruine von Ardvreck Castle       |
| Armadale Castle              | bei Armadale, Skye (Standort)                 | 1790                                | MacDonald                                                                                               | Herrensitz der McDonalds                                                 | Die Ruine von Armadale Castle       |
| Ballone Castle               | bei Portmahomack, Halbinsel Tarbat (Standort) | 2. Hälfte 16. Jahrhundert           | Vermutlich Clan Dunbar                                                                                  | Bis auf die Grundmauern zerfallen, ab 1990 vollständig wiederhergestellt | Ballone Castle (2011)               |
| Brochel Castle               | bei Inverarish, Raasay (Standort)             | 15. Jahrhundert                     | Clan MacLeod                                                                                            | Burgruine                                                                | Brochel Castle                      |
| Carbisdale Castle            | bei Bonar Bridge (Standort)                   | 1917                                | Mary Caroline Blair („Duchess Blair“), Witwe von George Sutherland-Leveson-Gower, 3. Duke of Sutherland | 1945 bis 2011 Nutzung als Jugendherberge                                 | CarbisdaleCastle (2006)             |
| Cawdor Castle                | bei Cawdor (Standort)                         | 1380                                | William, Thane of Cawdor                                                                                |                                                                          | Cawdor Castle                       |
| Dunrobin Castle              | bei Golspie (Standort)                        | 13. Jahrhundert                     | |                                                                          | Dunrobin Castle                     |
| Dunscaith Castle             | auf der Insel Skye (Standort)                 | ab dem 11. Jahrhundert              | Clan MacDonald                                                                                          | Burgruine                                                                | Dunscaith Castle                    |
| Duntulm Castle               | auf der Insel Skye (Standort)                 | 14. und 15. Jahrhundert             | Clan MacDonald                                                                                          | Burgruine                                                                | Duntulm Castle                      |
| Dunvegan Castle              | auf der Insel Skye (Standort)                 | 13. Jahrhundert                     | Clans der MacLeod                                                                                       | Stammsitz des schottischen Clans der MacLeod                             | Dunvegan Castle                     |
| Eilean Donan Castle          | bei Dornie (Standort)                         | um 1220                             | Alexander II. von Schottland                                                                            | Kulisse vieler Spielfilme, unter anderem von Highlander                  | Eilean Donan Castle                 |
| Girnigoe and Sinclair Castle | bei Wick (Standort)                           | 15. Jahrhundert                     | |                                                                          | Girnigoe and Sinclair Castle (2000) |
| Knock Castle                 | bei Armadale, Skye (Standort)                 | vor 1500                            | Clan MacLeod                                                                                            | Burgruine                                                                | Knock Castle (Skye)                 |
| Castle of Mey                | bei John o’ Groats (Standort)                 | 16. Jahrhundert                     | George Sinclair, 4. Earl of Caithness                                                                   |                                                                          | Castle of Mey                       |
| Mingary Castle               | bei Kilchoan (Standort)                       | 13. oder 14. Jahrhundert            | MacIan                                                                                                  | Burgruine                                                                | Mingary Castle                      |
| Castle Moil                  | in Kyleakin, Isle of Skye (Standort)          | spätes 15. / frühes 16. Jahrhundert | Clan MacKinnon                                                                                          | Ruine                                                                    | Castle Moil (2003)                  |
| Skelbo Castle                | bei Golspie (Standort)                        | 14. Jahrhundert                     | | Burgruine                                                                | Skelbo Castle                       |
| Skibo Castle                 | bei Dornoch (Standort)                        | 12. Jahrhundert                     | Gilbert de Moravia, Bischof von Caithness                                                               |                                                                          | Skibo Castle                        |
| Castle Tioram                | am Loch Moidart (Standort)                    | 13. Jahrhundert                     | Clan MacDonald of Clanranald                                                                            | Burgruine                                                                | Castle Tioram                       |
| Urquhart Castle              | bei Drumnadrochit (Standort)                  | etwa 1230                           | Alan Durward                                                                                            | Burgruine, liegt am Westufer des Loch Ness                               | Urquhart Castle                     |

## Inverclyde
| Name          | Lage                    | Jahr | Erbauer        | Bemerkungen | Bild                         |
| ------------- | ----------------------- | ---- | -------------- | ----------- | ---------------------------- |
| Newark Castle | Port Glasgow (Standort) | 1478 | George Maxwell |             | Newark Castle (Port Glasgow) |

## Midlothian
| Name             | Lage                     | Jahr            | Erbauer | Bemerkungen                  | Bild             |
| ---------------- | ------------------------ | --------------- | ------- | ---------------------------- | ---------------- |
| Dalhousie Castle | bei Bonnyrigg (Standort) | 12. bis 17. Jh. |         | heute als Luxushotel genutzt | Dalhousie Castle |
| Roslin Castle    | bei Roslin (Standort)    | 14. bis 17. Jh. |         | halb bewohnbare Ruine        | Roslin Castle    |

## Moray
| Name             | Lage                     | Jahr                   | Erbauer           | Bemerkungen                                            | Bild                                   |
| ---------------- | ------------------------ | ---------------------- | ----------------- | ------------------------------------------------------ | -------------------------------------- |
| Balvenie Castle  | bei Dufftown (Standort)  | 12. Jahrhundert        |                   | Oberhalb Brennerei Glenfiddich                         |                                        |
| Brodie Castle    | bei Forres (Standort)    | 1567                   | Brodie            | 1160 erstmals urkundlich erwähnt                       | Brodie Castle (2006)                   |
| Rothiemay Castle | bei Rothiemay (Standort) | 15. Jahrhundert        |                   |                                                        |                                        |
| Spynie Palace    | bei Elgin (Standort)     | zwischen 1150 und 1250 | Bischof von Moray | Über 500 Jahre Bischofssitz von Moray, heute Burgruine | Spynie Palace von Südosten aus gesehen |

## North Ayrshire
| Name             | Lage                                  | Jahr            | Erbauer                                 | Bemerkungen | Bild             |
| ---------------- | ------------------------------------- | --------------- | --------------------------------------- | ----------- | ---------------- |
| Brodick Castle   | bei Brodick, Isle of Arran (Standort) | 15. Jahrhundert |                                         |             | Brodick Castle   |
| Lochranza Castle | Lochranza, Isle of Arran (Standort)   | 13. Jahrhundert | die MacSweens oder Stewarts of Menteith | Burgruine   | Lochranza Castle |

## North Lanarkshire
| Name               | Lage                                 | Jahr | Erbauer                | Bemerkungen        | Bild               |
| ------------------ | ------------------------------------ | ---- | ---------------------- | ------------------ | ------------------ |
| Cambusnethan House | bei Wishaw am River Clyde (Standort) | 1820 | James Gillespie Graham | Schlechter Zustand | Cambusnethan House |

## Orkney
| Name                     | Lage                                     | Jahr                   | Erbauer                           | Bemerkungen | Bild                     |
| ------------------------ | ---------------------------------------- | ---------------------- | --------------------------------- | ----------- | ------------------------ |
| Bishop’s Palace          | Kirkwall, Mainland (Orkney) (Standort)   | 12. Jahrhundert        | Bischof Wilhelm der Alte          | Burgruine   | Bishop’s Palace          |
| Earl’s Palace (Birsay)   | bei Birsay, Mainland (Orkney) (Standort) | ab 1569                | Robert Stewart, 1. Earl of Orkney | Burgruine   | Earl’s Palace (Birsay)   |
| Earl’s Palace (Kirkwall) | Kirkwall, Mainland (Orkney) (Standort)   | vor 1600               | Robert Stewart, 1. Earl of Orkney | Burgruine   | Earl’s Palace (Kirkwall) |
| Noltland Castle          | auf Westray (Standort)                   | zwischen 1560 und 1572 | Gilbert Balfour                   | Burgruine   | Noltland Castle          |

## Perth and Kinross
| Name                | Lage                                  | Jahr            | Erbauer                 | Bemerkungen                                                      | Bild                |
| ------------------- | ------------------------------------- | --------------- | ----------------------- | ---------------------------------------------------------------- | ------------------- |
| Blair Castle        | in Blair Atholl (Standort)            | 1269            | John Comyn              | Sitz des Hauses Murray, Familienoberhaupt ist der Duke of Atholl | Blair Castle        |
| Elcho Castle        | bei Perth (Standort)                  | 16. Jahrhundert |                         | Unbewohnt, Außenmauern und Dach intakt                           | Elcho Castle        |
| Finlarig Castle     | bei Killin (Standort)                 | 1629            | ‘Black’ Duncan Campbell | Burgruine                                                        | Finlarig Castle     |
| Huntingtower Castle | bei Huntingtower (Standort)           | 15. Jahrhundert |                         | Ruine, Außenmauern und Dach intakt                               | Huntingtower Castle |
| Loch Leven Castle   | im Loch Leven, bei Kinross (Standort) | 13. Jahrhundert |                         | Burgruine, teilweise aber gut erhalten                           | Loch Leven Castle   |
| Castle Menzies      | bei Weem (Standort)                   | 16. Jahrhundert | Clan Menzies            |                                                                  | Castle Menzies      |
| Scone Palace        | bei Perth (Standort)                  | 1808            | William Atkinson        |                                                                  | Scone Palace        |
| Taymouth Castle     | bei Kenmore (Standort)                | 19. Jahrhundert |                         |                                                                  | Taymouth Castle     |

## Scottish Borders
| Name               | Lage                        | Jahr                   | Erbauer                | Bemerkungen                      | Bild               |
| ------------------ | --------------------------- | ---------------------- | ---------------------- | -------------------------------- | ------------------ |
| Ayton Castle       | bei Eyemouth (Standort)     | 1851                   | Familie Mitchell-Innes |                                  | Ayton Castle       |
| Floors Castle      | in Kelso (Standort)         | um 1720                |                        |                                  | Floors Castle      |
| Hermitage Castle   | bei Newcastleton (Standort) | um 1240                | Nicholas de Soulis     | Burgruine                        | Hermitage Castle   |
| Jedburgh Castle    | in Jedburgh (Standort)      | 1823 (Rekonstruktion)  |                        |                                  | Jedburgh Castle    |
| Mellerstain House  | bei Kelso (Standort)        | zwischen 1725 und 1778 |                        |                                  | Mellerstain House  |
| Neidpath Castle    | bei Peebles (Standort)      | zwischen 1263 und 1266 | Simon Fraser           | Burgruine, Stammsitz der MacIans | Neidpath Castle    |
| Thirlestane Castle | bei Lauder (Standort)       | 16. Jahrhundert        |                        |                                  | Thirlestane Castle |
| Traquair House     | bei Innerleithen (Standort) | 12. Jahrhundert        |                        |                                  | Traquair House     |

## Shetland
| Name             | Lage                                         | Jahr    | Erbauer                            | Bemerkungen | Bild             |
| ---------------- | -------------------------------------------- | ------- | ---------------------------------- | ----------- | ---------------- |
| Muness Castle    | auf Mainland (Shetland) (Standort)           | 1598    | Laurence Bruce                     | Burgruine   | Muness Castle    |
| Scalloway Castle | in Scalloway, Mainland (Shetland) (Standort) | um 1600 | Patrick Stewart, 2. Earl of Orkney | Burgruine   | Scalloway Castle |

## South Ayrshire
| Name             | Lage                    | Jahr            | Erbauer                           | Bemerkungen | Bild           |
| ---------------- | ----------------------- | --------------- | --------------------------------- | ----------- | -------------- |
| Culzean Castle   | bei Maybole (Standort)  | 18. Jahrhundert |                                   |             | Culzean Castle |
| Dundonald Castle | in Dundonald (Standort) | 1371            | Robert Stewart, 1. Duke of Albany | Ruine       |                |

## South Lanarkshire
| Name            | Lage                                       | Jahr            | Erbauer | Bemerkungen | Bild |
| --------------- | ------------------------------------------ | --------------- | ------- | ----------- | ---- |
| Bothwell Castle | bei Bothwell am River Clyde (Standort)     | 12. Jahrhundert |         | Ruine       |      |
| Douglas Castle  | bei Douglas (South Lanarkshire) (Standort) | vor 1190        | Douglas | Ruine       |      |

## Stirling
| Name             | Lage                    | Jahr                   | Erbauer                | Bemerkungen                                                 | Bild                           |
| ---------------- | ----------------------- | ---------------------- | ---------------------- | ----------------------------------------------------------- | ------------------------------ |
| Culcreuch Castle | bei Fintry (Standort)   | 1296                   | Maurice Galbraith      |                                                             | Culcreuch Castle               |
| Doune Castle     | bei Doune (Standort)    | 13. Jahrhundert        | Robert Stewart         | Teile des Films Die Ritter der Kokosnuß wurden hier gedreht | Doune Castle                   |
| Lanrick Castle   | bei Stirling (Standort) | 1790                   | James Gillespie Graham |                                                             | Lanrick Castle                 |
| Stirling Castle  | in Stirling (Standort)  | zwischen 1496 und 1583 |                        |                                                             | Stirling Castle (Südwestseite) |

## West Dunbartonshire
| Name             | Lage                 | Jahr    | Erbauer       | Bemerkungen              | Bild             |
| ---------------- | -------------------- | ------- | ------------- | ------------------------ | ---------------- |
| Dumbarton Castle | Dumbarton (Standort) | um 1220 | Alexander II. | erste Anlage etwa um 600 | Dumbarton Castle |

## Erklärung zur Liste
- Name: Name des Gebäudes, ggf. Alternativnamen
- Lage: Zeigt an, in welcher Stadt das Gebäude steht bzw. welche Stadt in der näheren Umgebung ist und enthält zusätzlich einen Kartenlink zum Objekt
- Jahr: Zeigt das Baujahr an.
- Erbauer: Zeigt den Bauherren an.
- Bemerkungen: Enthält Bemerkungen zum Gebäude.
- Bild: Zeigt, wenn vorhanden, ein Bild des Gebäudes an.